# 谢泰格莱西亚斯德特拉万科斯
谢泰格莱西亚斯德特拉万科斯，是西班牙卡斯蒂利亚-莱昂巴利亚多利德省的一个市镇。总面积61平方公里，2001年普查人口總數為592人，人口密度為每平方公里10人。